# Erich Radscheit

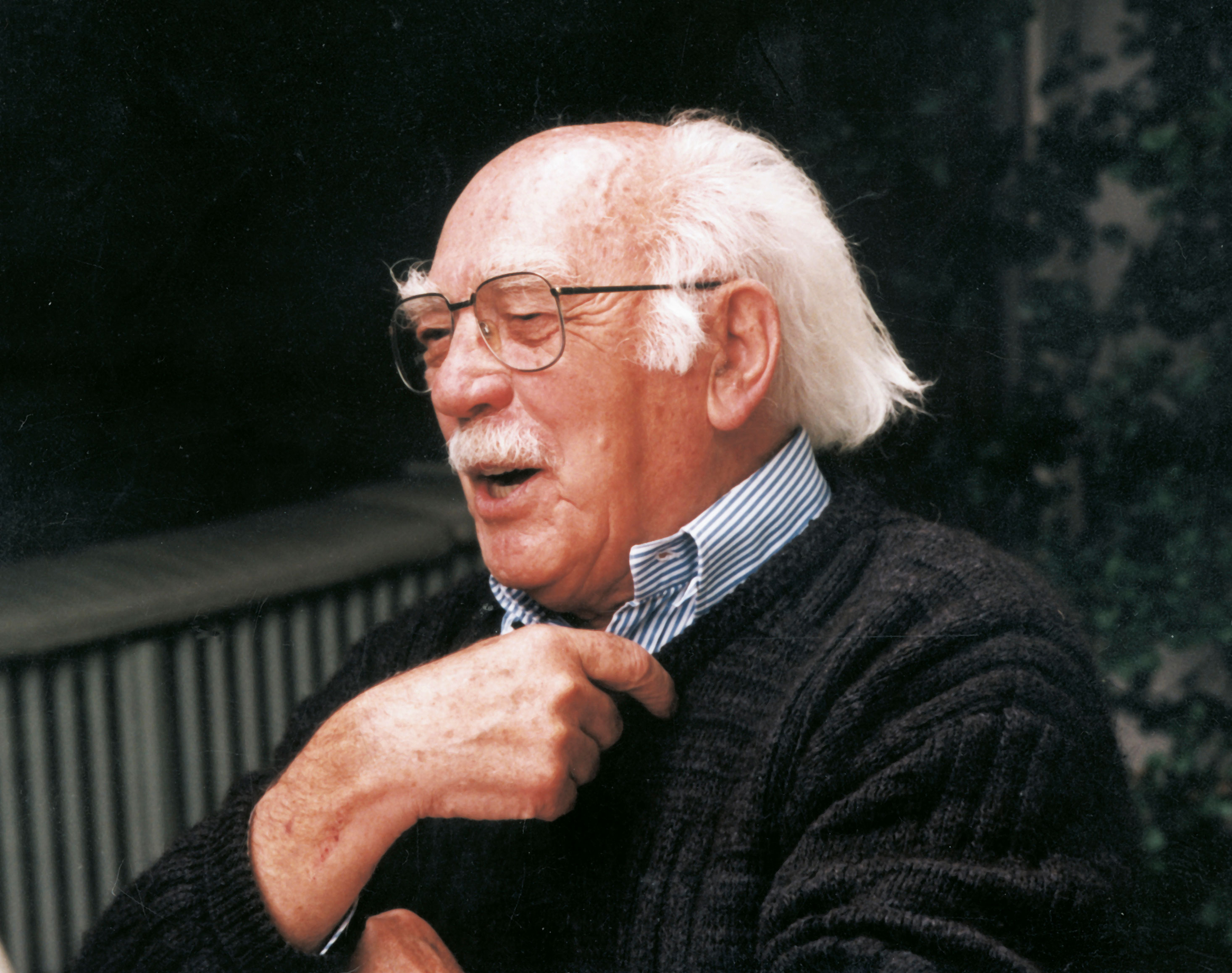
Erich Radscheit

Erich Max Radscheit (* 8. Juni 1911 in Gelsenkirchen; † 11. April 2008 in Gröbenzell bei München) war ein deutscher Maler und Grafiker, dessen Werke von surreal und abstrakt bis informell reichen.

## Leben
Als erster von zwei Söhnen einer aus Ostpreußen stammenden Bergmannsfamilie wuchs er in Gelsenkirchen in einer Baptisten-Gemeinde auf. Zunächst begann er eine Lehre als Dekorationsmaler, wurde aber bereits im Alter von 17 Jahren aufgrund seiner künstlerischen Begabung in die Folkwangschule, Essen, aufgenommen. Von 1928 bis 1933 waren dort Max Peiffer-Watenphul, Josef Urbach, Max Burchartz und Karl Rössing seine Lehrer. Nach einer Beteiligung an der Altstadtsanierung der Stadt Duisburg gelangte er an die Kunstakademie Düsseldorf. Hier und an der Landakademie Kalkar bei Max Clarenbach, Julius Paul Junghanns und Franz Radziwill sowie an der Landakademie Schloss Rindern bei Otto Coester besuchte er von 1934 bis 1938 die Klasse für freie künstlerische Gestaltung.
Nach kurzer freiberuflicher Tätigkeit wurde er 1940 zum Wehrdienst eingezogen.
1942 heiratet er die Malerin Lieselotte Werth, die ebenfalls an der Kunstakademie Düsseldorf studiert hatte.
Ein Luftangriff auf Düsseldorf in der Nacht vom 11. auf den 12. Juni 1943 zerstörte seine Wohnung und sämtliche dort gelagerten Arbeiten. Wenige Porträts und Skizzen blieben erhalten.
1944 kommt die gemeinsame Tochter Regine zur Welt.
1947 kehrt er aus sowjetischer Kriegsgefangenschaft zurück in die Heimat.
1948 gründet er in Haan ein Atelier für Produktdesign und Werbung, das er bis 1975 betreibt.
In den 50er- und 60er-Jahren ist bei gleichzeitigem Aufbau der beruflichen Existenz jede freie Minute mit Zeichnen und Malen ausgefüllt.
1975 macht er sich von jeglicher beruflichen Verpflichtung frei und widmet sich in einem Durchbruch an Schaffenskraft der uneingeschränkten künstlerischen Tätigkeit. Er unternimmt zahlreiche Reisen nach Frankreich, Spanien, Italien, Griechenland, in den Vorderen Orient und nach Nordafrika.
Zu seinen Lebzeiten finden zahlreiche Ausstellungen mit Malerei, Gouachen und Radierungen statt. Er wird zum ständigen Teilnehmer der EXPERIMENTELLEN auf Schloss Randegg.
Die letzten Lebensjahre 2001 bis 2008 verbringt er in Gröbenzell bei München.

## Werke

### Öl, Acryl und Mischtechnik

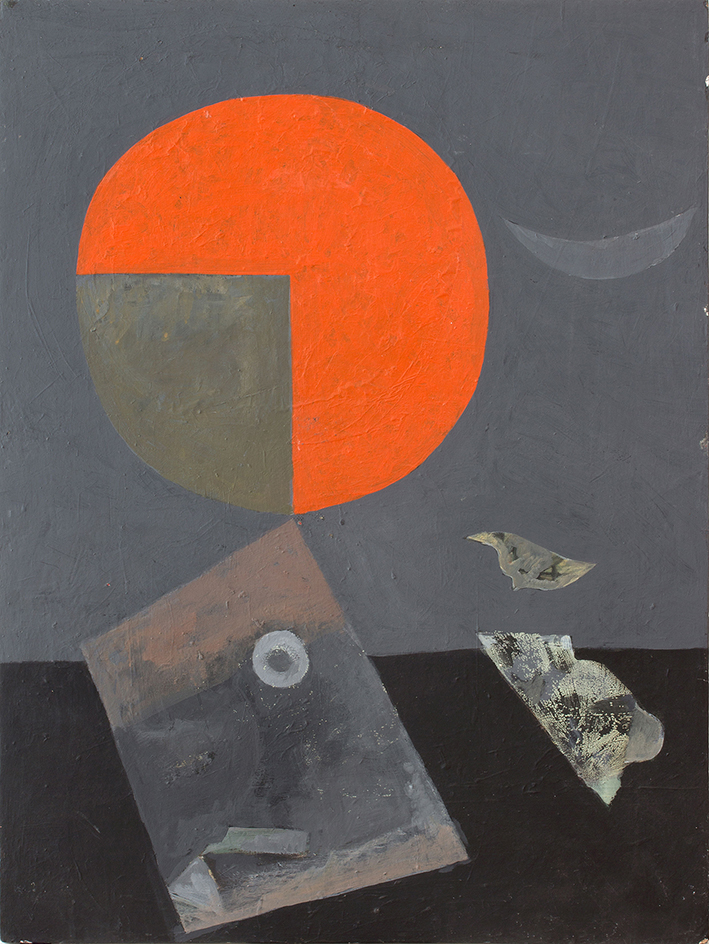
Glück 3

Die Themen, die er umspinnt, von breiter Vielfalt und umkreisen grundsätzlich das Motiv Mensch, manchmal fast zwanghaft – auch in Serien ähnlicher, verwandter Bildlösungen – menschliche Konfigurationen mit Hinzunahme von Landschaftlichem, Pflanzlichem, Tierischem, im komplexen Verbund oder verbundenem Komplex im Doppelsinn ihrer Begrifflichkeiten.

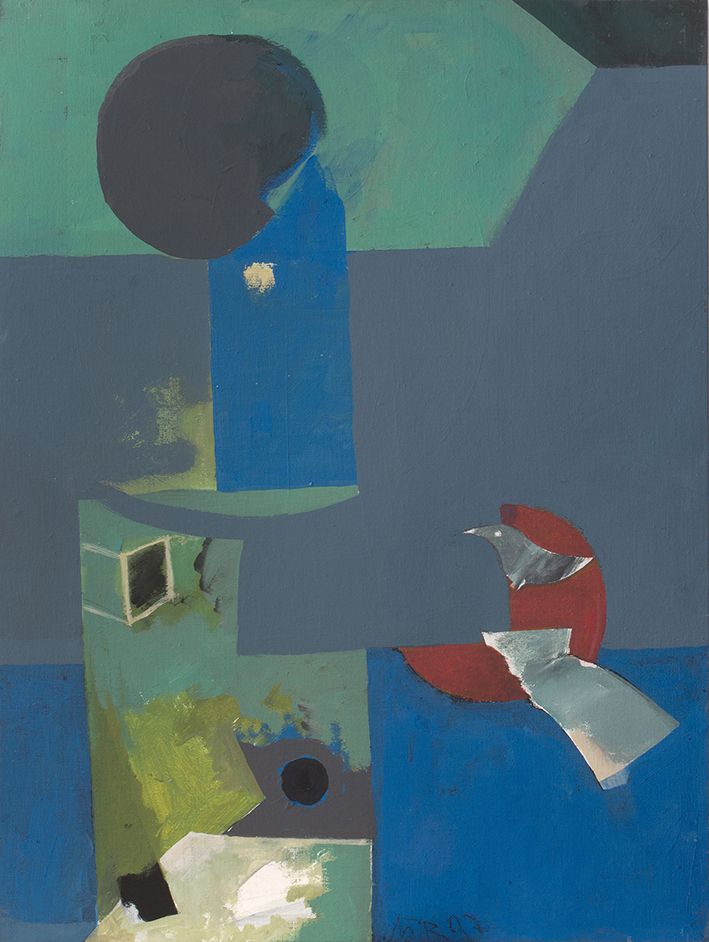
Glück 1

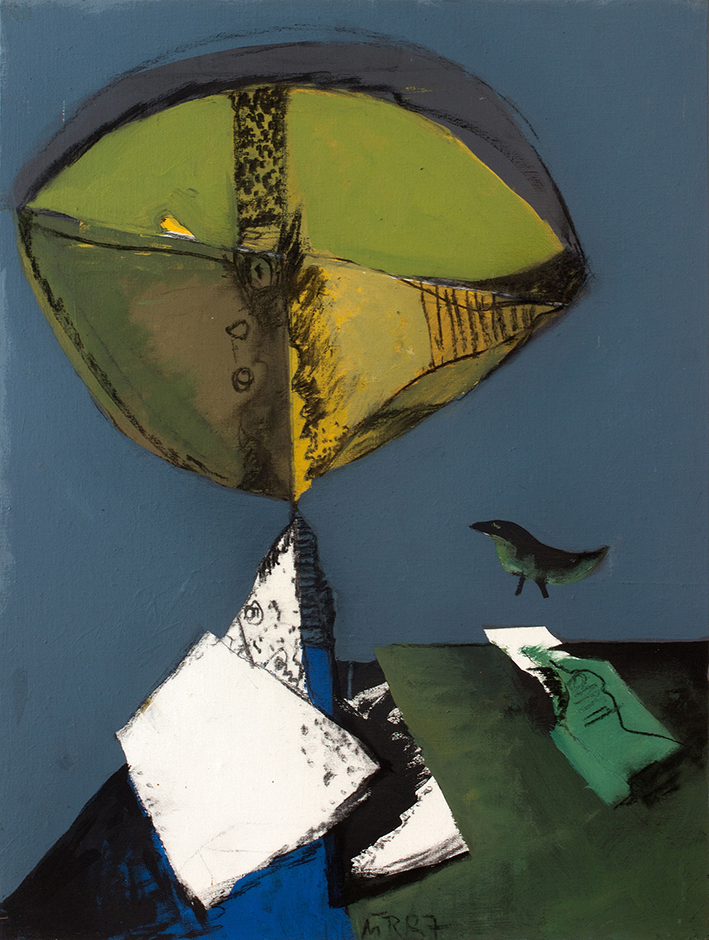
Glück 2

Die Unbestimmbarkeit von Ort und Zeit in seinen Bildern – Hinter- und Untergründe sind überwiegend monochrom gehalten – erhöhen ihre expressive Eindringlichkeit.
Im Spannungsfeld teils skurriler, schwermütiger, manchmal auch heiterer Charaktere sucht und entwickelt Erich Radscheit poetische, lyrische, oft dramatische Gestalten und Gestaltungen.
Seine Befragung des Sichtbaren oder kontemplativ Vorstellbaren gleicht einem gedanklichen und gestalterischen Abenteuer, das in sinnlich präsenten Metaphern und in der Durchdringung von Realität und Phantasmen endet. (Gunnar Leyendecker)

### Gouachen

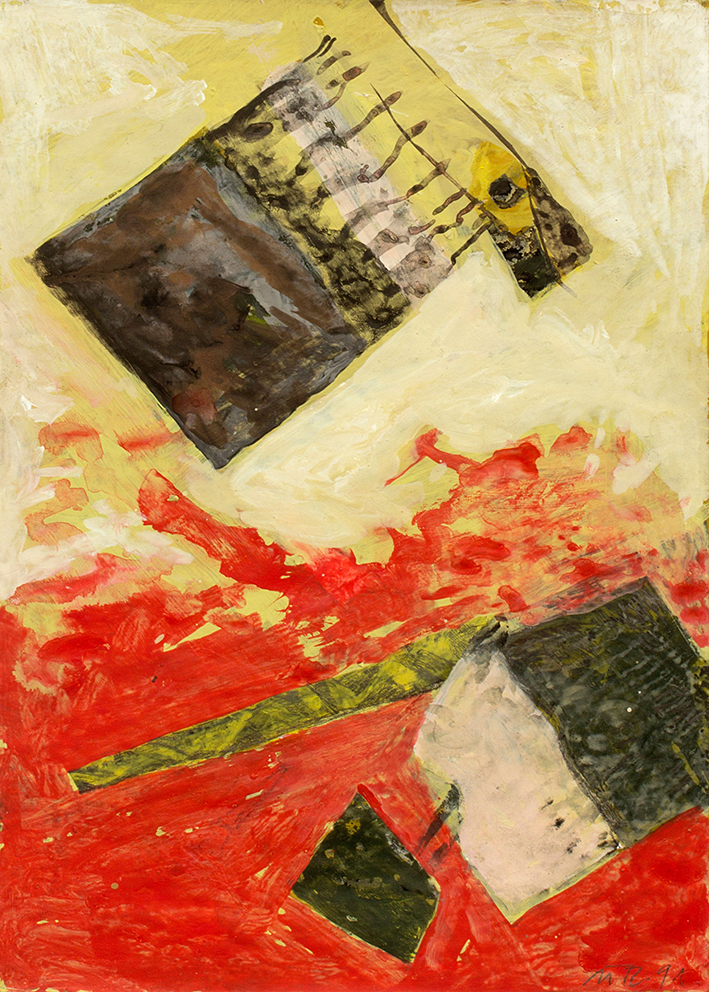
Dominant

Um den Maler Erich Radscheit würdigen zu können, studiert man sein Werk am besten nicht nur in den repräsentativen Großformaten, sondern auf den Übungsfeldern, die den Künstler oft risikofreudiger und mutiger erleben lassen. Erich Radscheit hatte sich dazu die kleinformatigen Gouachen auserkoren, die ihm eigentlich als Entwürfe und spontane Niederschrift bildnerischer Ideen dienen sollten, sich aber dann zu einem eigenständigen Werkkomplex entwickelt haben. In seinem Nachlass finden sich gut 250 dieser Blätter, ein unerlässlicher künstlerischer Erfahrungsschatz, der den Charme des Flüchtigen mit der Konsequenz des Gültigen verbindet. (Rainer Braxmaier)

### Grundierte und übermalte Blätter

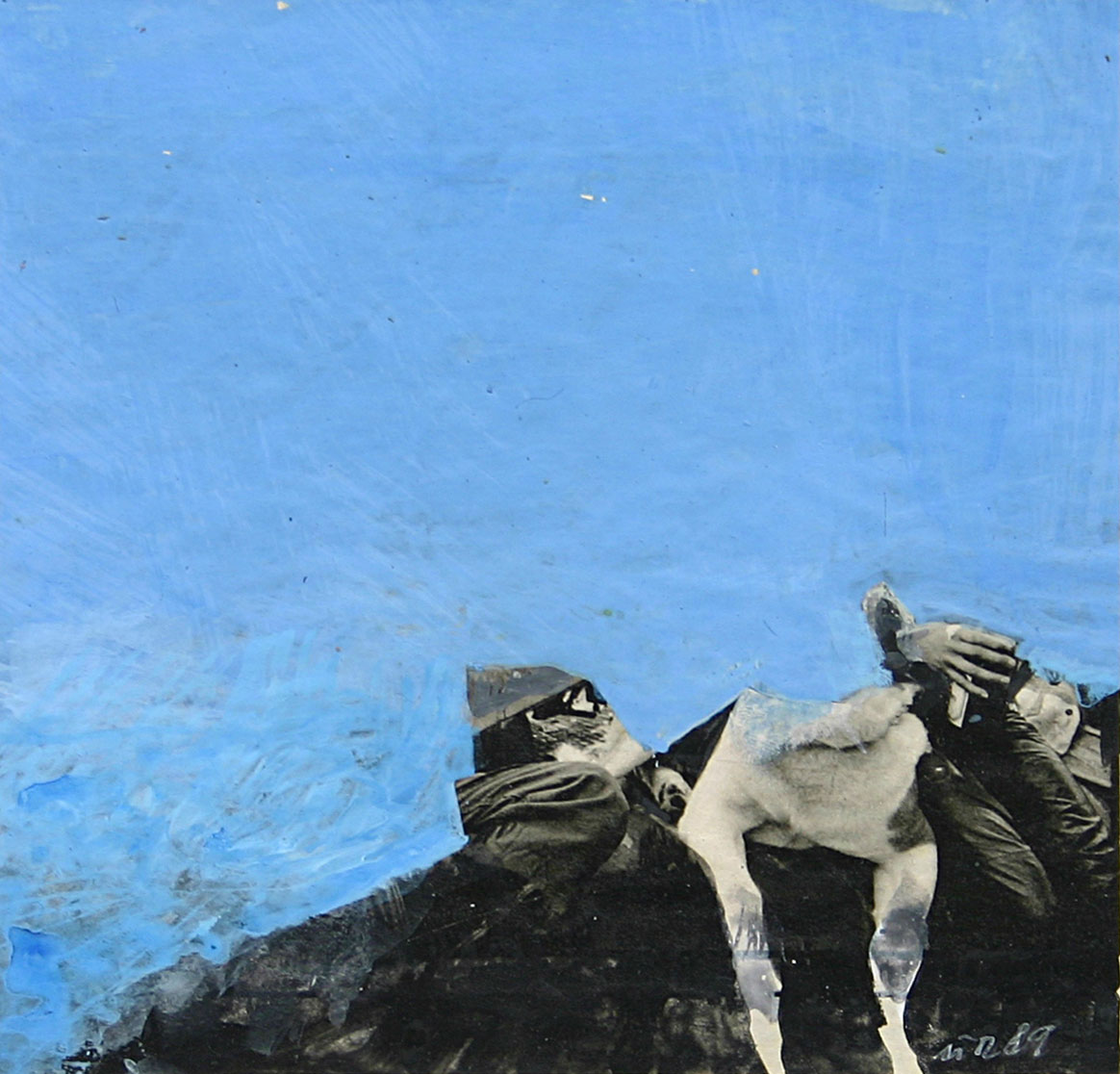
Ohne Titel

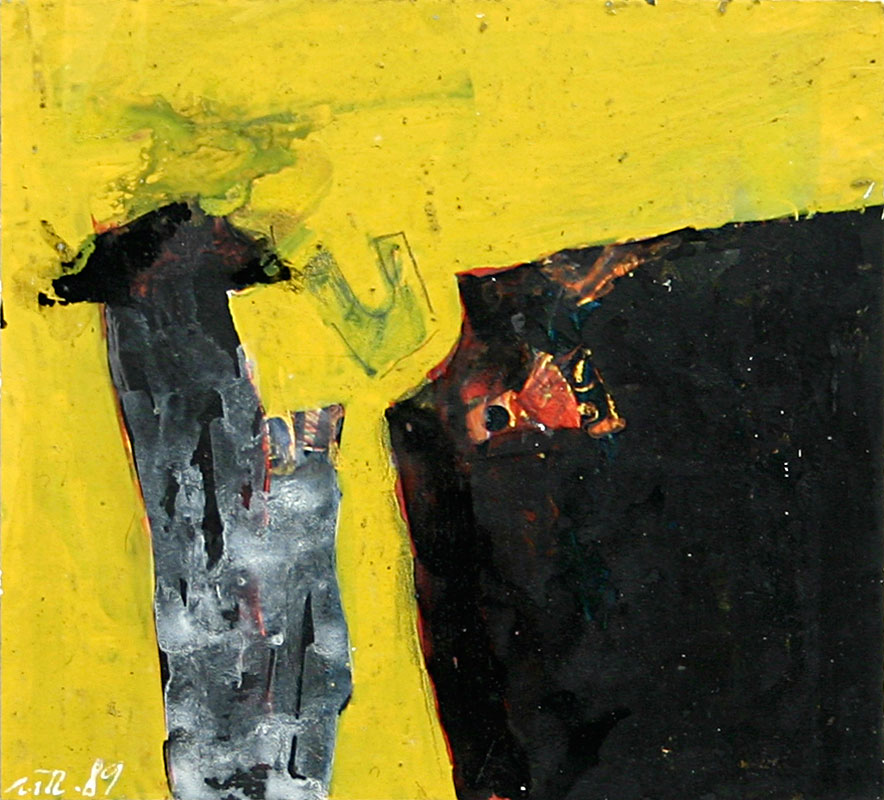
Ohne Titel

Hier ist schon der Bildgrund von Bedeutung. Erich Radscheit hat seine finalen Werke am liebsten auf Sperrholz, gelegentlich auf Leinwänden angefertigt, die es ihm erlaubten, in seinen Mischtechniken mit ganz anderem Materialeinsatz aufzurüsten. Die Gouachen hingegen sind in der Mehrzahl auf grundiertem Papier aufgetragen, ein Bildgrund, der viel sensibler und weicher auf die malerischen Handlungen reagiert, als die „harten“ Bildgründe. Das breite Wirkungsspektrum von Farbe zwischen Aufgesogen-Werden und dem materiell spürbaren Aufliegen der Farbmasse erlauben eine ausufernde Skala der „Peinture“, des gepflegten malerischen Auftrags. Dabei reagiert der Bildgrund selbst auf den Farbauftrag, windet und wellt sich unter der geronnenen Farbe und bildet sozusagen sein eigenes Relief als echte dritte Dimension, die auch bei der Rahmung unter Glas erhalten bleibt und den Bildern den organischen Gehalt eines gewachsenen Prozesses verleiht. Hier kreuzen sich Raum und Zeit in der reinen Malerei, ohne dass der Künstler diese Dimension durch eine inhaltliche Abfolge simulieren muss. (Rainer Braxmaier)

### Radierungen

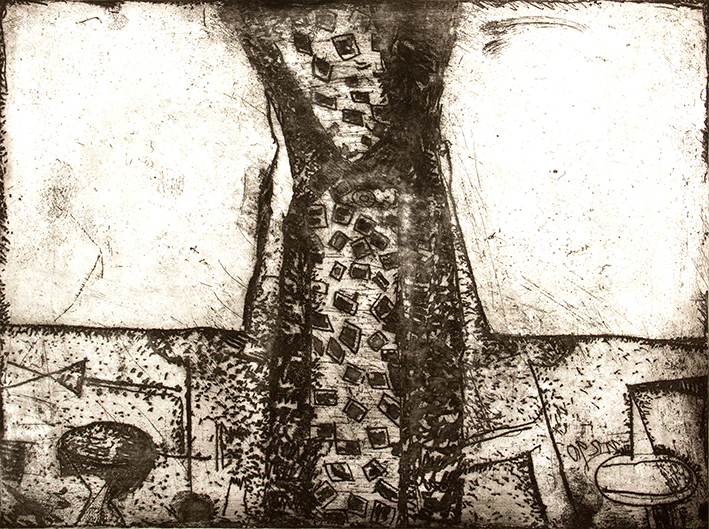
Ohne Titel

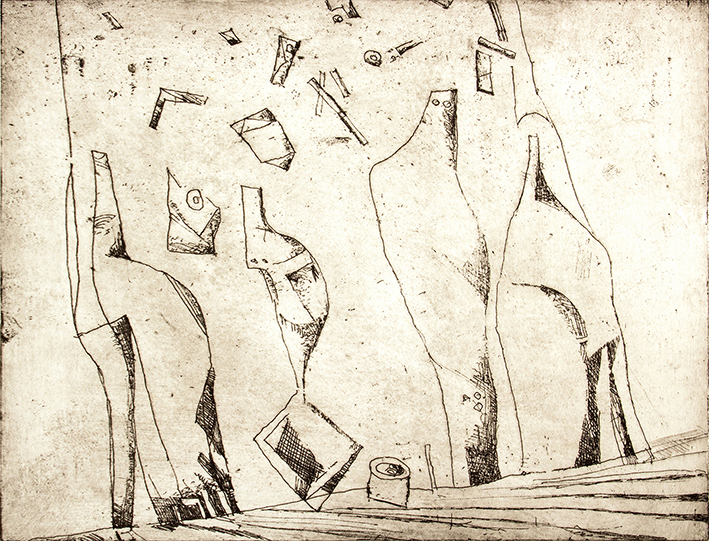
Ohne Titel

„Diese Arbeiten sind eine kleine Sensation. Denn es sind Bilder, die von einer unbändigen Lust am Sehen und Entdecken, am Drang, Zusammenhänge in einfach lesbare Bildsprache zu verwandeln, zeugen, die den Betrachter staunen lässt.“ (Rheinische Post, 9. Oktober 1993)

## Publikationen
- Erich Radscheit, Ibiza, 12 Skizzen, Mappe mit Siebdrucken, 1977.
- Graphein, Hommage à Otto Coester, Katalog zur Ausstellung 20.08.–24.09.1989, Bahnhof Eller.
- Erich Radscheit Gouachen, 1979–1992, Katalog, Thema media GmbH, München 1992.
- Erich Radscheit, Katalog zur Ausstellung 22.03.–11.05.2007, Vossius & Partner, München 2007.
- Erich Radscheit, Katalog zur Ausstellung 12.06.–09.08.2015, Galerie Titus Koch, Schloss Randegg, Gottmadingen, Thema media GmbH & Co. KG, München 2015.
- Experimentelle, Kataloge zu den Ausstellungen auf Schloss Randegg, Gottmadingen 1995, 1996, 1997, 1998, 2008, 2010, 2012, 2014.

## Ausstellungen
- 1952–1975 Diverse Atelier-, Event- und Jahresausstellungen
- 1976 Galerie Thema 1, München
- 1984 Galerie Sombers, Haan: Collagen und Radierungen
- 1988 Landesfinanzschule Haan: Gouachen
- 1992 Kulturbahnhof Eller, Düsseldorf: 100 Gouachen
- 1994 Atelier Przygoda & Hoppenhaus, Köln: Acrylmalerei und Druckgrafik
- 1995 Experimentelle, Schloss Randegg, Gottmadingen
- 1995 Haus Hildener Künstler, Hilden: Acrylmalerei und Grafiken
- 1996 Experimentelle, Schloss Randegg,  Gottmadingen
- 1996 Landesfinanzschule Haan: Haaner Künstler
- 1997 Gesamtwerk, Ausstellung in der Landesfinanzschule, Haan
- 1997 Experimentelle, Schloss Randegg, Gottmadingen
- 1997 Kulturbahnhof Eller, Düsseldorf: 100 Acrylmalereien[1]
- 1997 Galerie SK, Museum Baden, Solingen
- 1998 Kunst und Kommunikation, Bochum: Malerei
- 1998 Experimentelle, Schloss Randegg, Gottmadingen
- 2001 Pumpstation Haan
- 2004 Dauerausstellung Thema media, München
- 2006 Galerie im Bürgerhaus, Gröbenzell
- 2007 Vossius & Partner, München: Gemälde, Icons und Gouachen
- 2008 Dauerausstellung, Internationale Verlagsagentur Claus Hilschmann, Gröbenzell
- 2008 Experimentelle, Kulturwerkstatt Meierhof, Schloss Randegg
- 2010 Experimentelle, Schloss Randegg, Gottmadingen
- 2010 art Karlsruhe
- 2012 Experimentelle, Schloss Randegg, Gottmadingen
- 2014 Experimentelle, Bad Schussenried
- 2015 Galerie Titus Koch, Erich Radscheit – Das Werk, Schloss Randegg, Gottmadingen, 12. Juni bis 9. August 2015.[3]